# Arnold Mylius
Arnold Mylius (* 16. Oktober 1540 in Friemersheim, Grafschaft Moers; † 17. November 1604 in Köln) war ein deutscher Buchdrucker und -händler in Köln.

## Leben und Werk
Mylius erlernte den Buchhandel in Antwerpen in der Niederlassung von Arnold Birckmann und übernahm deren Leitung. Nach der Übersiedlung nach Köln heiratete er Barbara Birckmann und wurde Teilhaber sowie ab 1585 Alleinbesitzer des Verlagshauses „Unter Fettenhennen“ von Arnold Birckmann. Zwischen 1586 und 1604 erschienen unter seiner Leitung über 200 Bücher.